# Rallye du Portugal 1974
Le Rallye du Portugal 1974 (8e Rallye TAP Internacional), disputé du 20 au 23 mars 1974, est la quatorzième manche du championnat du monde des rallyes (WRC) courue depuis 1973 et la première manche du championnat 1974.

## Contexte avant la course

### Le championnat du monde
1974 est la seconde année du Championnat Mondial des Rallyes pour Marques, qui a succédé au 'Championnat d'Europe des Rallyes pour Marques', disputé de 1968 à 1972. La crise énergétique a eu pour effet de réduire considérablement le nombre d'épreuves mondiales (huit manches en 1974 contre treize l'année précédente), le rallye de Suède, le rallye de Nouvelle-Zélande et le rallye de l'Acropole ayant été annulés cette année. Le rallye Monte-Carlo a été également annulé, mais l'édition 1974 ne devait pas compter pour le championnat du monde. Les épreuves sont réservées aux voitures des catégories suivantes :
- Groupe 1 : voitures de tourisme de série
- Groupe 2 : voitures de tourisme spéciales
- Groupe 3 : voitures de grand tourisme de série
- Groupe 4 : voitures de grand tourisme spéciales

Le constructeur français Alpine-Renault, dominateur la saison précédente avec ses modèles A110, ne remet pas son titre en jeu et limitera ses engagements officiels aux épreuves prestigieuses comme le Safari ou le RAC. Second en 1973, Fiat vise le titre et participera à toutes les épreuves mondiales avec ses spiders 124 préparés par Abarth.

### L'épreuve
Créé en 1967, le rallye du Portugal (ou rallye TAP) a acquis en quelques années une solide réputation internationale, grâce à l'organisation sans faille de son créateur César Torres. Jusqu'en 1973, l'épreuve commençait par un parcours de concentration à travers l'Europe, à l'image du rallye Monte-Carlo. Le premier choc pétrolier a toutefois amené la direction de course à supprimer cette étape, ne retenant que le parcours sélectif au départ de Lisbonne. Le nombre d'épreuves spéciales (principalement disputées sur terre) a été réduit de 42 à 32.

## Le parcours
- départ : 20 mars 1974 de Lisbonne
- arrivée : 23 mars 1974 à Lisbonne

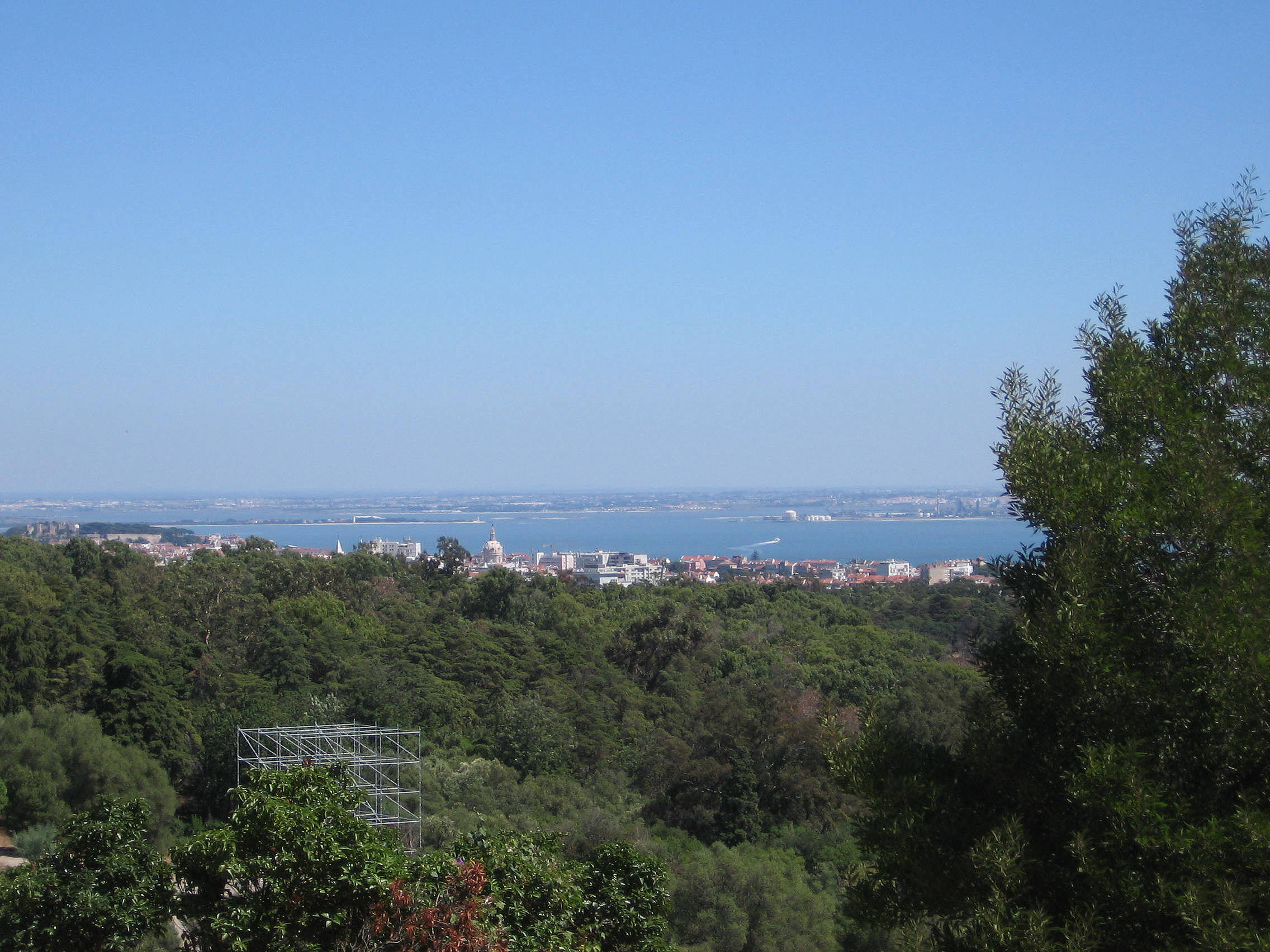
Le parcours de concentration étant supprimé, tous les concurrents partiront de Lisbonne.

- distance : 2057 km dont 454 km sur 32 épreuves spéciales (42 épreuves initialement prévues)
- surface : asphalte et terre
- Parcours divisé en deux étapes[3]

### Première étape
- Lisbonne - Ofir, 973 km, du 20 au 21 mars
- 16 épreuves spéciales, 205,5 km

### Deuxième étape
- Ofir - Lisbonne, 1084 km, du 22 au 23 mars
- 16 épreuves spéciales, 248,5 km

## Les forces en présence
119 équipages (contre 79 l'année précédente) sont au départ de la course. Fiat est la seule équipe d'usine, mais beaucoup de constructeurs sont représentés à titre semi-officiel par leurs importateurs.
- Fiat

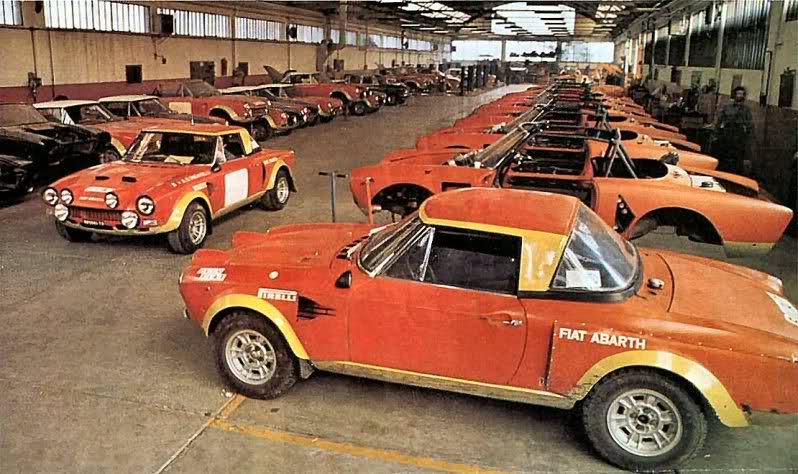
Le département course Abarth prépare les spiders 124 officiels.

Fiat Rally a engagé quatre spiders 124 Abarth groupe 4. De nombreuses évolutions ont été réalisées pour la saison 1974 : la répartition des masses a été revue, le moteur développe désormais 180 chevaux à 7000 tr/min et les voitures sont équipées d'une nouvelle boîte de vitesses Abarth à cinq rapports. Le poids a été abaissé aux environs de 900 kg. Le système de freinage a également été modifié (disques auto-ventilés à l'avant). Les voitures officielles sont confiées à Raffaele Pinto, Alcide Paganelli, Markku Alén et Sergio Barbasio. Le pilote local António Borges a engagé un modèle identique.
- Datsun

L'importateur Datsun au Portugal a engagé deux coupés 260Z pour les pilotes suédois Harry Källström et Ingvar Carlsson. Évolution de la 240Z, la 260Z dispose de 280 chevaux dans sa version groupe 4, c'est la plus puissante du plateau mais aussi une des plus lourdes. L'importateur a également engagé une 1200 pour le pilote local Celso Silva, qui vise la victoire en groupe 1.
- Toyota

La filiale bruxelloise du constructeur japonais a engagé deux voitures : une Corolla 1600 groupe 2 confiée à Ove Andersson et un coupé Celica groupe 2 piloté par Björn Waldegård. Les deux modèles disposent du même moteur 1600 cm3 développant 145 chevaux, l'avantage en performances allant à la Corolla, plus légère.
- Opel

L'Euro Händler Team a engagé deux Opel Ascona groupe 2 à culasse cross-flow. Aux mains d'Achim Warmbold et de Walter Röhrl, ces voitures de 180 chevaux s'avèrent les principales rivales des Fiat. Le Britannique Tony Fall dispose d'une version un peu moins puissante (culasse normale), engagée par l'importateur suédois.
- Alpine-Renault

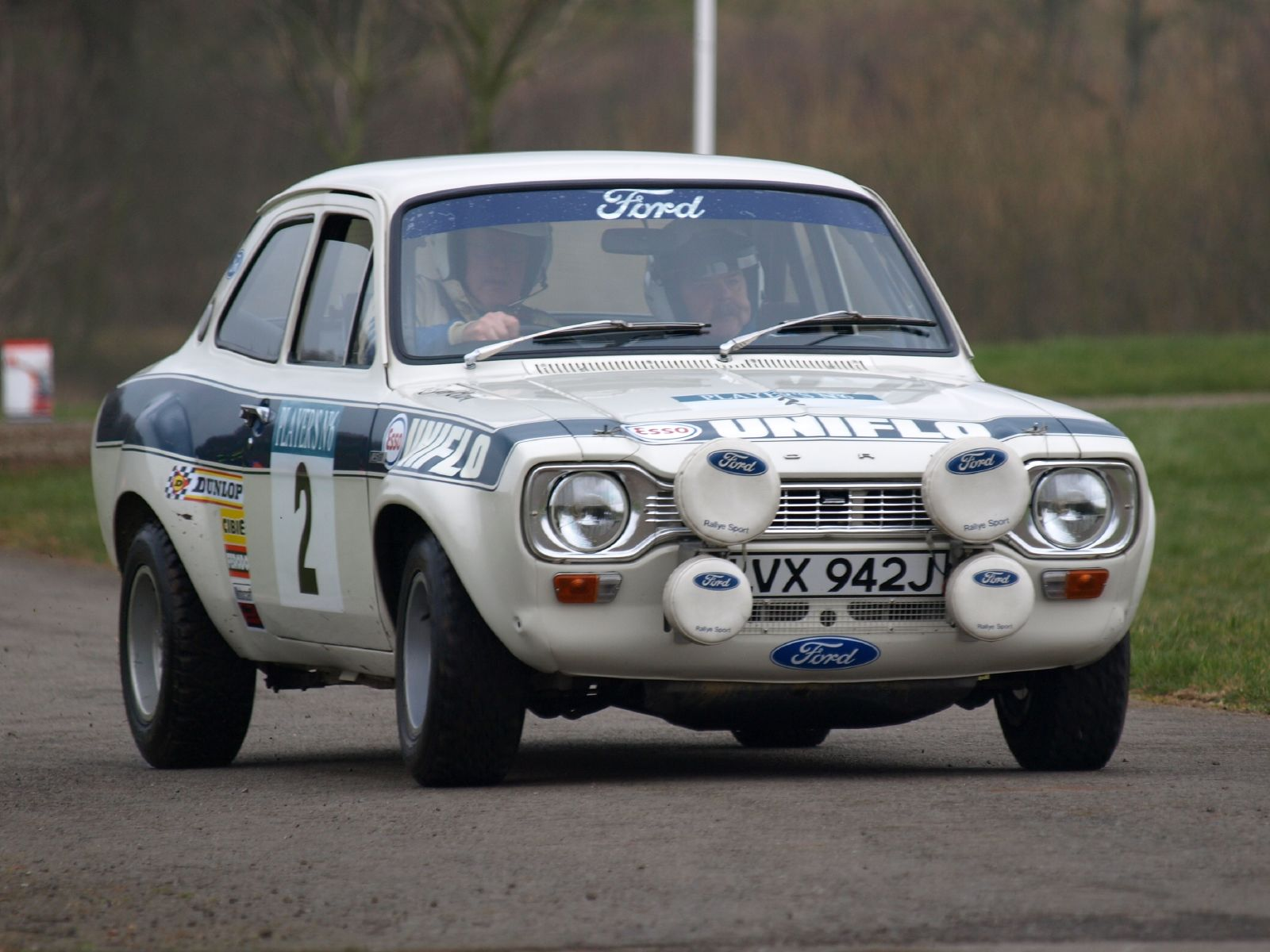
La Ford Escort RS1600 (ici lors d'une course historique) est la plus puissante voiture du groupe 2.

L'équipe officielle ne participe pas à l'épreuve, mais le Français Robert Neyret dispose néanmoins d'une Alpine A110 groupe 4 d'usine (1800 cm3, 175 chevaux).
- Citroën

Troisième en 1973 au volant d'une DS, le champion national Francisco Romãozinho dispose cette année d'une GS groupe 2.
- Ford

Parmi les quelques Escort RS groupe 2 engagées, la plus redoutable est celle du Britannique Chris Slater (bloc aluminium, 2 litres, environ 210 chevaux).

## Déroulement de la course

### Première étape
Les 119 équipages prennent le départ de Lisbonne dans la soirée du mercredi 20 mars. Dès la première épreuve spéciale, les Fiat s'affirment comme les voitures à battre, Raffaele Pinto devançant son coéquipier Markku Alén de quelques secondes. Les Opel Ascona de Walter Röhrl et Achim Warmbold parviennent toutefois à devancer les deux autres Fiat de Sergio Barbasio et Alcide Paganelli, ce dernier étant ralenti par des problèmes d'allumage. Pinto se montre rapidement inaccessible, d'autant qu'Alén est bientôt retardé lorsqu'il dispute une épreuve sur terre avec des pneus Racing, n'ayant pu trouver son assistance et faire monter les gommes adéquates, permettant à Röhrl et Warmbold de s'emparer des seconde et troisième places. Chez Fiat, on déplore bientôt l'abandon de Barbasio, sorti de la route pour éviter l'Ascona de Tony Fall en travers à la sortie d'un virage, l'équipage britannique n'ayant pas pris la peine de signaler le danger à son suivant ! Au mépris de la traditionnelle solidarité entre rallymen, les occupants de l'Opel repartiront sans donner assistance à l'équipage Fiat qu'ils ont mis en difficulté et qui ne pourra repartir dans les délais. Heureusement pour le constructeur turinois, les ennuis d'allumage de Paganelli se sont estompés et le pilote italien, qui était tombé en septième position, va dès lors entamer une belle remontée : en quelques spéciales, il dépasse les deux voitures qui le précédent et, bénéficiant de l'abandon de Warmbold et des ennuis de moteur qui retardent Röhrl, se retrouve bientôt troisième derrière ses coéquipiers Pinto et Alen. Dans l'avant-dernière épreuve de la journée, ce dernier va perdre près de cinq minutes à cause de crevaisons et d'ennuis de freins, et chute à la quatrième place. Pinto rallie Ofir, terme de la première étape, avec une avance de près de quatre minutes sur Paganelli. Auteur d'une course très régulière, Ove Andersson (Toyota) pointe en troisième position, à la tête du groupe 2.

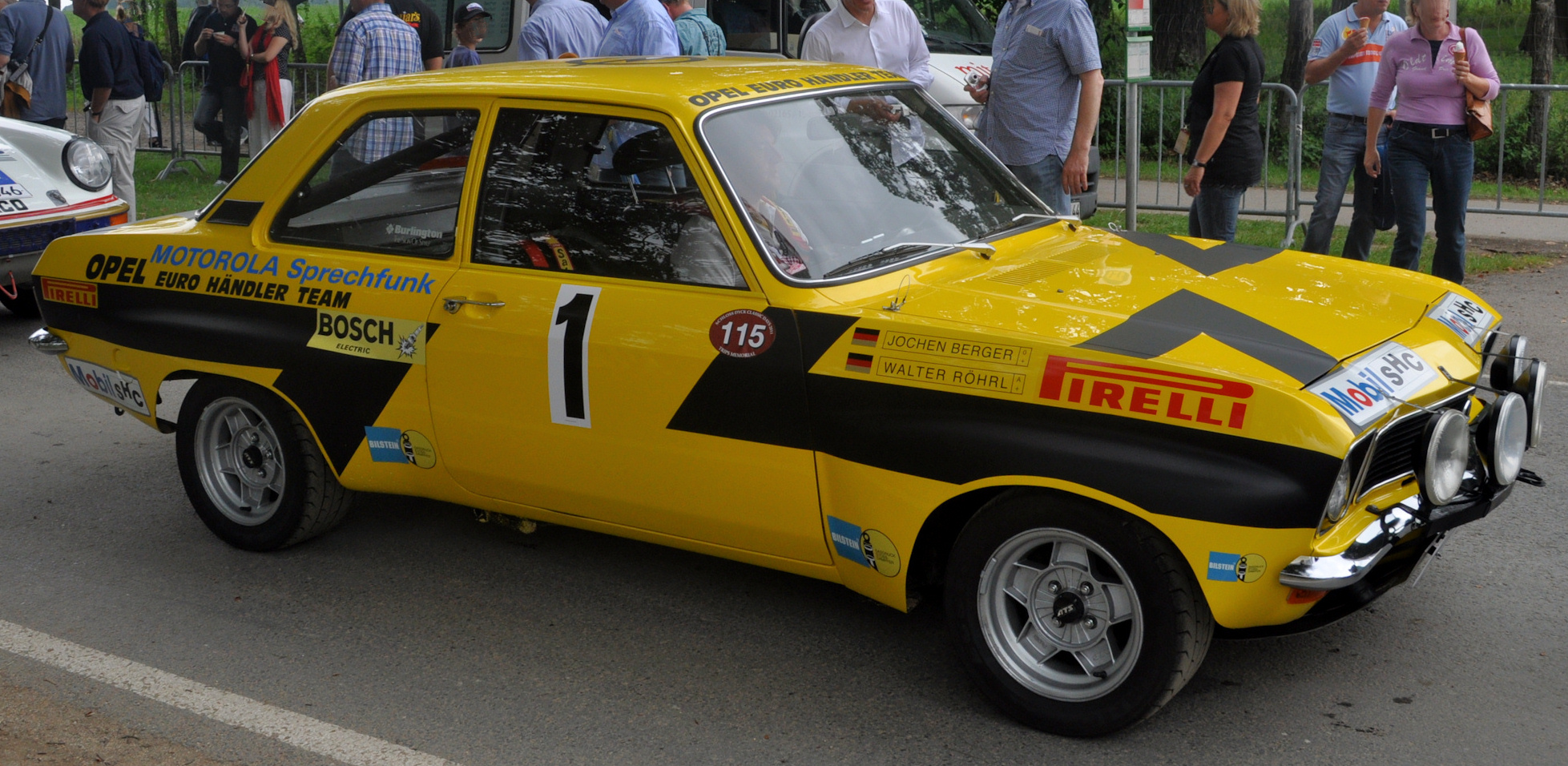
Seules à pouvoir contrer les Fiat d'usine, les deux Ascona groupe 2 de l'Euro Händler Team (ici celle de Röhrl lors d'une épreuve historique) ont dû abandonner lors de la première étape.

| Pos. | Pilote           | Copilote            | Voiture                | Temps           | Écart         | Groupe |
| ---- | ---------------- | ------------------- | ---------------------- | --------------- | ------------- | ------ |
| 1    | Raffaele Pinto   | Arnaldo Bernacchini | Fiat 124 Abarth Spider | 2 h 41 min 24 s |               | 4      |
| 2    | Alcide Paganelli | ‘Ninni’ Russo       | Fiat 124 Abarth Spider | 2 h 47 min 14 s | + 5 min 50 s  | 4      |
| 3    | Ove Andersson    | Arne Hertz          | Toyota Corolla 1600    | 2 h 49 min 06 s | + 7 min 42 s  | 2      |
| 4    | Markku Alén      | Ilkka Kivimäki      | Fiat 124 Abarth Spider | 2 h 50 min 21 s | + 8 min 57 s  | 4      |
| 5    | Harry Källström  | Claes Billstam      | Datsun 260Z            | 2 h 54 min 13 s | + 12 min 49 s | 4      |
| 6    | Robert Neyret    | Yveline Vanoni      | Alpine A110 1800       |                 |               | 4      |

### Deuxième étape
Les rescapés repartent d'Ofir le vendredi en fin de matinée, sous une pluie battante. Cette deuxième étape est une formalité pour les pilotes Fiat, Pinto contrôlant son avance sur Paganelli et Alén remontant rapidement sur Andersson pour s'emparer de la troisième place. Hormis Tony Fall qui abandonne rapidement (direction cassée), la plupart des pilotes rallient Lisbonne sans encombre. Pinto termine vainqueur après avoir dominé l'épreuve de bout en bout, devant Paganelli et Alén. Quatrième derrière les trois Fiat, Ove Andersson (Toyota Corolla) s'adjuge la victoire en groupe 2. 36 équipages (sur 119 au départ) ont terminé ce rallye.

### Classements intermédiaires
Classements intermédiaires des pilotes après chaque épreuve spéciale

### Classement général
| Pos | No | Pilote               | Copilote            | Voiture                | Temps           | Écart             | Groupe |
| --- | -- | -------------------- | ------------------- | ---------------------- | --------------- | ----------------- | ------ |
| 1   | 2  | Raffaele Pinto       | Arnaldo Bernacchini | Fiat 124 Abarth Spider | 6 h 26 min 15 s |                   | 4      |
| 2   | 5  | Alcide Paganelli     | ‘Ninni’ Russo       | Fiat 124 Abarth Spider | 6 h 30 min 12 s | + 3 min 57 s      | 4      |
| 3   | 6  | Markku Alén          | Ilkka Kivimäki      | Fiat 124 Abarth Spider | 6 h 37 min 17 s | + 11 min 02 s     | 4      |
| 4   | 3  | Ove Andersson        | Arne Hertz          | Toyota Corolla 1600    | 6 h 40 min 54 s | + 14 min 39 s     | 2      |
| 5   | 4  | Harry Källström      | Claes Billstam      | Datsun 260Z            | 6 h 54 min 27 s | + 28 min 12 s     | 4      |
| 6   | 16 | Robert Neyret        | Yveline Vanoni      | Alpine A110 1800       | 7 h 04 min 18 s | + 38 min 03 s     | 4      |
| 7   | 14 | Georg Fischer        | Harald Gottlieb     | BMW 2002 TI            | 7 h 05 min 02 s | + 38 min 47 s     | 2      |
| 8   | 15 | Francisco Romãozinho | José Bernardo       | Citroën GS 1220        | 7 h 17 min 04 s | + 50 min 49 s     | 2      |
| 9   | 12 | Chris Slater         | Neil Wilson         | Ford Escort RS1600     | 7 h 26 min 59 s | + 1 h 00 min 44 s | 2      |
| 10  | 25 | António Borges       | Miguel Sottomayor   | Fiat 124 Abarth Spider | 7 h 27 min 55 s | + 1 h 01 min 40 s | 4      |

### Hommes de tête
- ES1 à ES32 :  Raffaele Pinto -  Arnaldo Bernacchini (Fiat 124 Abarth Spider)

### Vainqueurs d'épreuves spéciales
- Raffaele Pinto -  Arnaldo Bernacchini (Fiat 124 Abarth Spider) : 20 spéciales (ES 1, 2, 4, 7 à 16, 18 à 20, 27 à 30)
- Alcide Paganelli -  ‘Ninni’ Russo (Fiat 124 Abarth Spider) : 7 spéciales (ES 8, 17, 24, 25, 30 à 32)
- Markku Alén -  - Ilkka Kivimäki (Fiat 124 Abarth Spider) : 6 spéciales (ES 3, 17, 21 à 23, 26)
- Achim Warmbold -  Jean Todt (Opel Ascona) : 1 spéciale (ES 5)
- Walter Röhrl -  Jochen Berger (Opel Ascona) : 1 spéciale (ES 6)

## Résultats des principaux engagés
| No | Pilote               | Copilote            | Voiture                 | Groupe | Classement général                          | Class. groupe |
| -- | -------------------- | ------------------- | ----------------------- | ------ | ------------------------------------------- | ------------- |
| 1  | Achim Warmbold       | Jean Todt           | Opel Ascona             | 2      | ab. dans ES12 (transmission)                | -             |
| 2  | Raffaele Pinto       | Arnaldo Bernacchini | Fiat 124 Abarth Spider  | 4      | 1er                                         | 1er           |
| 3  | Ove Andersson        | Arne Hertz          | Toyota Corolla 1600     | 2      | 4e à 14 min 39 s                            | 1er           |
| 4  | Harry Källström      | Claes Billstam      | Datsun 260Z             | 4      | 5e à 28 min 12 s                            | 4e            |
| 5  | Walter Röhrl         | Jochen Berger       | Opel Ascona             | 2      | ab. dans ES16 (moteur)                      | -             |
| 6  | Markku Alén          | Ilkka Kivimäki      | Fiat 124 Abarth Spider  | 4      | 3e à 11 min 02 s                            | 3e            |
| 7  | Björn Waldegård      | Hans Thorszelius    | Toyota Celica           | 2      | ab. après ES6 (allumage)                    | -             |
| 8  | Alcide Paganelli     | ‘Ninni’ Russo       | Fiat 124 Abarth Spider  | 4      | 2e à 3 min 57 s                             | 2e            |
| 9  | Tony Fall            | Robin Turvey        | Opel Ascona             | 2      | ab. dans deuxième étape (suspension cassée) | -             |
| 10 | Ingvar Carlsson      | Solve Andreasson    | Datsun 260Z             | 4      | ab. dans première étape (moteur)            | -             |
| 11 | Sergio Barbasio      | Piero Sodano        | Fiat 124 Abarth Spider  | 4      | ab. dans ES7 (sortie de route)              | -             |
| 12 | Chris Slater         | Neil Wilson         | Ford Escort RS1600      | 2      | 9e à 1 h 00 min 44 s                        | 4e            |
| 14 | Georg Fischer        | Harald Gottlieb     | BMW 2002 TI             | 2      | 7e à 38 min 47 s                            | 2e            |
| 15 | Francisco Romãozinho | José Bernardo       | Citroën GS 1220         | 2      | 8e à 50 min 49 s                            | 3e            |
| 16 | Robert Neyret        | Yveline Vanoni      | Alpine A110 1800        | 4      | 6e à 38 min 03 s                            | 5e            |
| 17 | Brian Culcheth       | Johnstone Syer      | Triumph Dolomite Sprint | 2      | ab. dans ES2 (crémaillère de direction)     | -             |
| 19 | Mário Figueiredo     | Carlos Barata       | Datsun 240Z             | 4      | ab. dans la deuxième étape (moteur)         | -             |
| 25 | António Borges       | Miguel Sottomayor   | Fiat 124 Abarth Spider  | 4      | 10e à 1 h 01 min 40 s                       | 6e            |
| 28 | Celso Silva          | Santos Vicente      | Datsun 1200             | 1      | 13e à 1 h 22 min 43 s                       | 1er           |

## Classement du championnat à l'issue de la course
- attribution des points : 20, 15, 12, 10, 8, 6, 4, 3, 2, 1 respectivement aux dix premières marques de chaque épreuve (sans cumul, seule la voiture la mieux classée de chaque constructeur marque des points)
- seuls les six meilleurs résultats (sur huit épreuves) sont retenus pour le décompte final des points[4].
- Le rallye de Suède, programmé du 14 au 17 février[5], aurait dû être l'épreuve inaugurale du championnat 1974 mais a été annulé en raison de la crise énergétique.

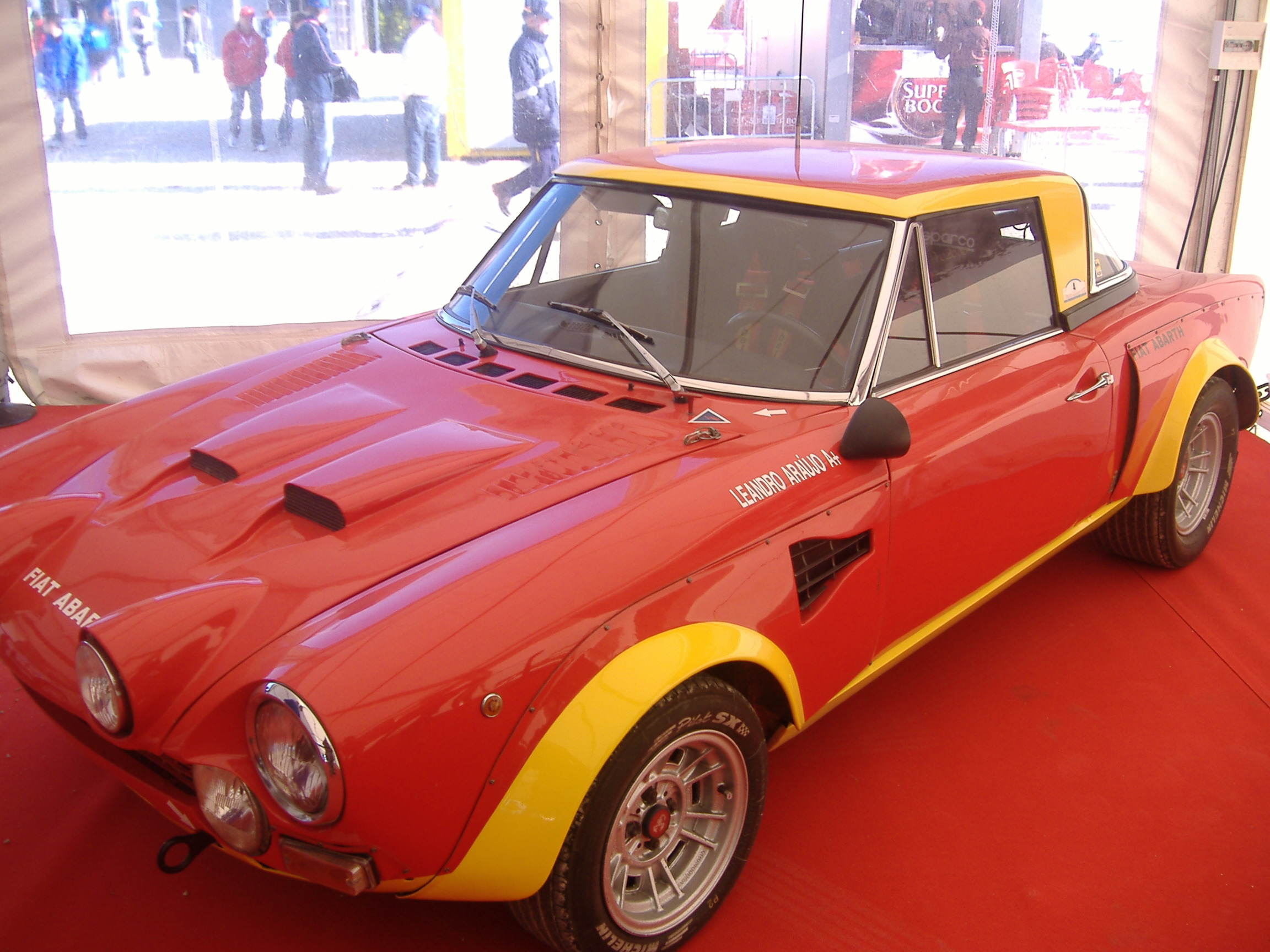
Grâce au triplé réalisé par les spiders 124 Abarth, Fiat prend d'emblée un très net avantage sur ses concurrents dans la conquête du titre mondial.

| Pos. | Marque         | Points | POR | SAF | FIN | SAN | RID | PRE | RAC | COR |
| ---- | -------------- | ------ | --- | --- | --- | --- | --- | --- | --- | --- |
| 1    | Fiat           | 20     | 20  |     |     |     |     |     |     |     |
| 2    | Toyota         | 10     | 10  |     |     |     |     |     |     |     |
| 3    | Datsun         | 8      | 8   |     |     |     |     |     |     |     |
| 4    | Alpine-Renault | 6      | 6   |     |     |     |     |     |     |     |
| 5    | BMW            | 4      | 4   |     |     |     |     |     |     |     |
| 6    | Citroën        | 3      | 3   |     |     |     |     |     |     |     |
| 7    | Ford           | 2      | 2   |     |     |     |     |     |     |     |